# Episodi di Baby (seconda stagione)
La seconda stagione della serie televisiva Baby, composta da sei episodi, è stata interamente pubblicata sul servizio di streaming on demand Netflix il 18 ottobre 2019 in tutti i paesi in cui è disponibile.
| n° | Titolo           | Pubblicazione Italia |
| -- | ---------------- | -------------------- |
| 1  | #justagame       | 18 ottobre 2019      |
| 2  | Rilancio         | 18 ottobre 2019      |
| 3  | Fantasmi         | 18 ottobre 2019      |
| 4  | Obbligo o verità | 18 ottobre 2019      |
| 5  | Vicolo cieco     | 18 ottobre 2019      |
| 6  | Baby             | 18 ottobre 2019      |

## #justagame
- Diretto da: Andrea De Sica
- Scritto da: Grams

### Trama
La scuola è appena ricominciata all'istituto Collodi. Chiara prova ad aiutare Ludo nell'affrontare un cliente problematico, mentre Damiano si vede costretto ad accettare un altro incarico per pareggiare il suo debito con Fiore. Nel frattempo la relazione tra Chiara e Damiano si è fatta sempre più seria, anche se nessuno dei due è a conoscenza dei segreti dell'altro. Intanto a scuola tornano alcuni ragazzi che hanno trascorso l'ultimo anno all'estero e che non perdono tempo a prendersela con il povero Fabio, nel frattempo difeso da Damiano. Trattandosi però del primo giorno di scuola, i ragazzi decidono di festeggiarlo nella spa dell'albergo in cui lavora Ludo. Dinanzi a tanto sfarzo, però, Damiano si domanda subito come la ragazza possa permettersi una stanza di albergo del genere. A porsi la stessa domanda è anche la madre della giovane, che si accorge degli oggetti costosi della figlia non riuscendo tuttavia a spiegarsi da dove provengano. Si scopre però che Ludo nasconde molto altro, ciò che le regalano e ciò che compra con i suoi guadagni, in una stanza segreta.
Più tardi Chiara incontra l'uomo con il quale Ludovica si vede, che la paga meno, mentre Damiano continua a lavorare per Fiore. Intanto Brando e Fabio si scambiano un timido bacio, mentre Ludovica scopre che il suo nuovo professore di storia e filosofia non è altri che l'uomo che non ha voluto fare sesso con lei avendo scoperto che fosse minorenne. Più tardi Chiara e Damiano fanno l'amore per la prima volta.

## Rilancio
- Diretto da: Andrea De Sica
- Scritto da: Grams

### Trama
Le cose iniziano a complicarsi per Chiara, Damiano e Ludovica: non solo Fiore, infatti, è deciso a far rientrare Chiara nel giro ma persino Damiano non può tirarsi indietro dal fare l’autista alle sue ragazze. Entrambi sono esausti.
Nel frattempo Ludo inizia ad avere problemi con il suo professore di filosofia: quest’ultimo vorrebbe parlare con i suoi genitori, ma la ragazza prova a prendere tempo. Intanto a voler comprendere i problemi del figlio è anche il padre di Damiano, che dopo l’ultimo attacco di panico in auto non ha idea di quello che gli sta succedendo.
Più tardi le ragazze, sbarazzatesi del telefono di Saverio, creano dei profili falsi per trovare nuovi clienti.
Intanto per Chiara arriva la prima cena ufficiale con i genitori di Damiano. Peccato, però, che il ragazzo sia rimasto bloccato al “lavoro” dovendo proteggere una delle ragazze per la quale fa l'autista.
Chiara si ritrova così a cenare da sola con la sua professoressa e solo più tardi Damiano le confessa di essere in debito con alcune persone pericolose. Aumentano i sospetti anche nella mamma di Ludo, che, dopo aver scoperto da Fabio il posto in cui lavora la figlia, non sa più cosa pensare. Nel frattempo Brando e Fabio si rivedono di nascosto nei bagni della scuola, mentre Chiara propone un nuovo accordo a Fiore: lei è disposta a rientrare nel giro a condizione che egli lasci in pace Damiano.

## Fantasmi
- Diretto da: Letizia LaMartire
- Scritto da: Grams

### Trama
Dopo essersi divisa a lungo tra i vari clienti e Damiano, Chiara decide finalmente di confidarsi con Ludovica. Intanto il nuovo professore di storia desidera parlare dei problemi di Ludovica con il preside Fedeli, il nuovo fidanzato della madre di Ludovica.
A scuola Fabio cerca di conversare nei bagni con Brando ma viene aggredito da Niccolò, arrabbiato per un dibattito avuto con Monica. Chiara però interviene e difende Fabio dai bulli.
Nel frattempo Damiano non riesce più a spiegarsi gli strani comportamenti di Chiara e per questo si confida con Natalia, che le dice di non giudicarla.
Arriva così la festa di Halloween del liceo, dove Camilla si lascia convincere a ubriacarsi mentre Ludovica non fa che pensare a Fiore, optando alla fine di non presentarsi all'appuntamento con il cliente. La ragazza decide quindi di chiamare Chiara per annullare tutto ma proprio quest'ultima però decide di andarci al posto suo, mentre Ludo e Fabio si dirigono alla festa per cercarla.
Intanto Brando non ammette per nessun motivo di essere gay e continua a fotografare Ludo. I guai però non finiscono qui, dal momento che Brando inizia a seguire anche Chiara: il ragazzo, infatti, la vede entrare una camera di albergo e la filma nel bel mezzo di un rapporto sessuale con il cliente, fin quando non viene colto in flagrante da lei.

## Obbligo o verità
- Diretto da: Letizia Lamartire
- Scritto da: Grams

### Trama
Dopo essere stata ripresa da Brando nell'atto di prostituirsi, Chiara parla con Fiore e le dice che proverà a risolvere direttamente lei questo problema. All'entrata di scuola la ragazza chiede a Brando di cancellare il video, ma lui dice che non lo farà e che non ha paura di Fiore.
Intanto fuori dalla scuola compare la scritta "Brando è gay", fatta da Fabio la sera prima. Il professore di Filosofia cerca di tranquillizzare Brando che però è molto arrabbiato e gli dice che una ragazza della scuola si prostituisce, ma non fa nomi. Chiara e Ludo discutono in modo acceso, rinfacciandosi a vicenda quanto si sentano abbandonate l'una dall'altra. Mentre Chiara dopo si allena ad atletica, Ludo va da Fiore, il quale le confessa che non ha smesso di pensarla, ma lei è andata lì per consegnare i soldi del debito e poi va via.
A casa di Brando c'è una riunione di lavoro in cui il padre di Chiara, Arturo, parla della campagna pubblicitaria e nel frattempo esce fuori la notizia della scritta sul muro della scuola, su cui è Brando stesso a tranquillizzare la famiglia.
Ludo si reca in negozio dalla madre e riceve un messaggio di un tale Martino, che le fa i complimenti e le chiede se le va di vedersi. Lei all'inizio lancia il cellulare per terra, per poi rispondere di sì. Nel frattempo Fiore parla con Natalia di quando le aveva chiesto di smettere ed entrambi finiscono per baciarsi. Dopo l'allenamento di atletica, Damiano e Chiara si vedono e lui la invita a casa sua.
Anche la relazione tra Fedeli e Simonetta prosegue e lui pensa a una convivenza tutti insieme, ma lei non accetta. Nel frattempo il padre di Brando va a trovare il figlio nella sua stanza per parlare ancora della scritta e dei progetti futuri nell'azienda di famiglia. Simonetta va via da casa di Fedeli mentre davanti le si presenta Fabio che le confessa di sentirsi in colpa per la scritta fatta al liceo, quindi lei gli propone di andare insieme a cancellarla. Nel frattempo Damiano e Chiara si rivedono e fanno l'amore, mentre Ludo va a cena con Martino, e Fiore con Natalia. In quest'occasione Fiore chiede a Natalia di seguirla in un palazzo molto bello in cui vorrebbe far proseguire la sua attività.
Chiara riceve delle minacce da parte di Brando: divulgherà il video se non farà qualcosa per lui. La serata di Ludo con Martino continua nel dopocena in una camera detta Stanza degli specchi: Martino le chiede prima di spogliarsi e poi iniziano un rapporto sessuale, cerca di avere un rapporto anale, ma all'ultimo lei non acconsente e va via nonostante lui sia disposto a pagarle 50 euro in più. Mentre Ludo è nella sua stanza e dorme, la madre entra per abbracciarla ma scorge alcuni messaggi sul suo cellulare in cui vari uomini le chiedono di incontrarla o si complimentano per la serata trascorsa; Simonetta va via sconvolta, sul suo letto trova una busta rossa con tanti soldi e scoppia a piangere. L'indomani Chiara lascia Damiano con una scusa per poi farsi vedere con Brando.

## Vicolo cieco
- Diretto da: Andrea De Sica
- Scritto da: Grams

### Trama
Brando si presenta a casa di Chiara dicendo ai suoi genitori di essere il nuovo fidanzato della ragazza. Poco dopo allora Chiara fa terapia con i suoi genitori, mentre Ludo riceve una notizia che la manda su tutte le furie: sua madre, infatti, dopo aver scoperto la verità sulla sua attività, capisce di dover prendere al più presto dei provvedimenti.
Come prima cosa la donna accetta il trasferimento del suo compagno, il preside della scuola, insieme al figlio Fabio: in questo modo la stanza segreta di Ludo è svuotata da ogni “oggetto prezioso”. Nel frattempo Niccolò e Damiano provano a capire insieme quello che sta succedendo a Chiara, perché si comporta in modo strano e soprattutto perché ha deciso di mettersi con Brando.
Deluso e amareggiato, Damiano si rifugia tra le braccia di Natalia mentre qualcuno in lontananza continua a fotografarlo di nascosto.
Intanto anche per Ludovica le cose si mettono male, dato che il cliente da lei respinto si è trasformato a tutti gli effetti in uno stalker. L’uomo prima la segue in auto e poi si presenta persino al negozio di sua madre, alla quale consegna un inquietante messaggio per Ludo. A correre in aiuto della ragazza è il professore di storia e filosofia che ormai Ludo vede più come un amico che come un docente.
Nel frattempo Chiara scopre che lei e Ludo non sono le uniche baby squillo della città, dato che esiste un altro che come Fiore gestisce altre giovani ragazze come lei. Il suo capo però sembra essere il migliore, tanto che le consegna le chiavi di un nuovissimo appartamento; da questo momento in poi niente più alberghi.
Ludovica e Fabio si confidano e stringono finalmente un vero legame mentre Chiara è ingannata da Camilla, finendo un'altra volta sul cellulare del perfido Brando.

## Baby
- Diretto da: Andrea De Sica
- Scritto da: Grams

### Trama
A scuola, Chiara si chiude in bagno a piangere mentre Ludo le rivela che Brando e Fabio si sono baciati. Chiara chiede ancora una volta che Brando cancelli il video che le ha fatto, Niccolò se la prende con lui per averla corrotta e Fabio s'infuria con Camilla per averlo tradito. Ludo dice a Damiano di provare un'altra volta a parlare con Chiara ma le dice che se lei gira con Brando è per colpa sua, ma non rivela tutto.
Lo stalker di Ludo si presenta al Collodi e dice essere il padre di lei ma incrocia il professor Regoli, il quale si era già reso conto che quell'uomo non fosse davvero suo padre. Chiara incontra Sofia per chiederle un favore, mentre Damiano rivela a Fiore che c'è qualcuno che lo segue e lo fotografa.
Arrivano Brando e suo padre a casa di Chiara per scusarsi con loro del video e, alla fine, si trova obbligata a fare la campagna pubblicitaria.
Ludo va da Regoli per non rimanere sola a casa; in seguito lui prova a baciarla ma lei fugge spaventata.
Sofia incontra il padre di Brando a una festa, lo seduce e, mentre fanno sesso, lo filma senza che egli se ne renda conto. Chiara si incontra con Damiano per farsi perdonare, poi fanno sesso ma il giorno dopo Damiano trova una lettera dove lei le confessa la verità. Chiara minaccia Brando e gli dice di cancellare il video, altrimenti lei pubblicherà il video di suo padre con Sofia.
Virginia sospetta di essere incinta e lo rivela a Niccolò, salvo fare il test di gravidanza che alla fine risulta positivo. Damiano esce a cena fuori e Fiore gli manda un messaggio dicendogli che l'uomo che lo seguiva voleva entrare a casa sua, ma lui non lo dice a suo padre e invece vuole seguirlo da sé. Egli riesce a entrare nel computer dell'uomo e a cancellare le sue foto, ma scopre che lui aveva anche quelle degli incontri di Ludo e Chiara. Fiore incontra il cliente di Ludovica e si scopre che l'ha pagato per spaventarla e seguirla.